# Eduard Barth

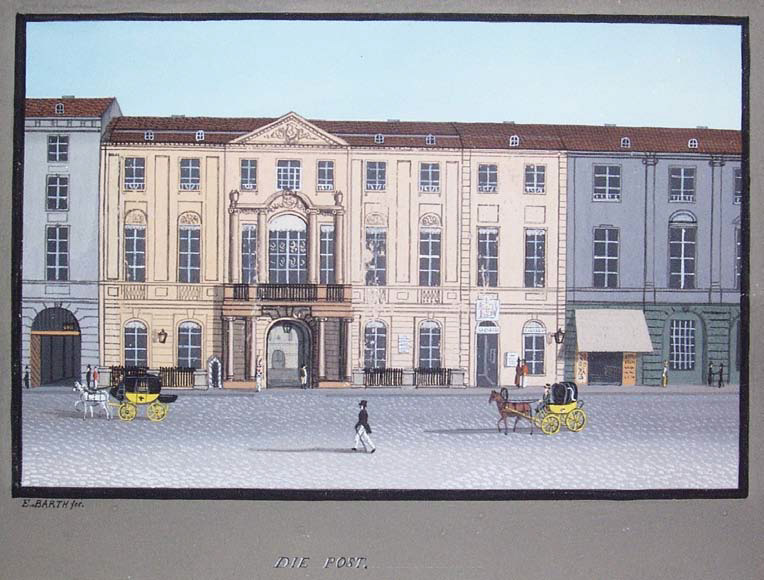
Hofpostamt in Berlin, koloriertes Umrisskupfer von Eduard Barth (um 1835)

Carl Wilhelm August Eduard Barth (* 16. September 1802 in Berlin; † 23. Januar 1843 ebenda) war ein deutscher Maler, Kupferstecher und Lithograf. 
Eduard Barth war der älteste Sohn des Landschaftsmalers Johann Wilhelm Gottfried Barth und war zusammen mit seinem Vater von 1811 bis 1822 in St. Petersburg. Wahrscheinlich war er dort nicht nur Schüler seines Vaters, sondern besuchte auch die Petersburger Kunstakademie, denn er ließ sich anschließend als akademischer Maler und Lithograf in Berlin nieder, wo er vorwiegend architektonische Ansichten von Berlin, Potsdam und weiteren Städten in Brandenburg erstellte. Bis 1853 ist Eduard Barth in Berlin nachweisbar. Er machte die Bekanntschaft mit Friedrich August Schmidt und wahrscheinlich auch mit Friedrich August Calau und Johann Hubert Anton Forst, die 1825 zusammen eine Serie von Berliner und Potsdamer Ansichten schufen, die von Jean Baptiste Weiss verlegt wurden. 75 Ansichten befinden sich in den Sammlungen des Kupferstichkabinetts und des Stadtmuseums in Berlin. Die Blätter wurden überwiegend gouachiert.